# Peter Gosar
Peter Gosar [pétər gosár], slovenski fizik, * 15. oktober 1923, Ljubljana, † 5. april 2022, Ljubljana. 
Gosar je bil doktor fizikalnih znanosti, redni profesor v pokoju na Oddelku za fiziko FMF Univerze v Ljubljani in redni član SAZU.

## Življenje in delo
Diplomiral je leta 1951 iz fizike in matematike na Naravoslovni fakulteti Univerze v Ljubljani. Doktorat je dokončal leta 1956 in postal doktor fizikalnih znanosti. Med letoma 1953 in 1957 je delal na razvoju polprevodniških sestavin elementov v laboratoriju za polprevodnike pri Inštitutu za elektrozveze v Ljubljani. Leta 1957 se je zaposlil Institutu Jožef Stefan v Ljubljani kot znanstveni sodelavec. Še isto leto je odšel na dvoletno specializacijo v Laboratoire de Magnétisme et de Physique du Solide, Bellevue v Francijo, kjer je delal na razvoju silicijevih sončnih celic ter na raziskavah lateralnega fotoeleketričnega pojava in raziskavah površinskih značilnosti polprevodnikov. Takrat se je ukvarjal predvsem s problemi sipanja svetlobe v optično nehomogenskih sredstvih, z eksperimentalnimi in teoretičnimi raziskavami površinskega fotoefekta pri polprevodnikih in s študijem njihovih površinskih lastnosti. Po vrnitvi iz Francije se je posvetil teoretičnim raziskavam v fiziki trdne snovi kot sodelavec odseka za teoretično fiziko na Institutu Jožef Stefan. Osrednja področja njegovega teoretskega dela so bila električne in mehanske lastnosti ledu, električna prevodnost polprevodnikov in molekulskih kristalov, teorija majhnih polaronov, električne lastnosti amorfnih snovi, raziskave mehanizma elektronskega prenosa v plastnih molekulskih kristalih, teorija večelektronskih preskokov med primesnimi centri v zmerno kompenziranih polprevodnikih, relaksacija paraelastičnih centrov, raziskave lastnosti korelacijskih funkcij za gostoto tokovnih izvirov v amorfnih snoveh in teorija koherentnega sevanja kanaliziranih nabitih delcev v kristalih. Posebno pozornost so vzbudila njegova dognanja o protonski prevodnosti ledu, elektronskem prenosu v molekulskih kristalih, večelektronskem preskakovanju v polprevodnikih in o paraelastični relaksaciji. Leta 1960 je bil izvoljen za višjega znanstvenega sodelavca in 1969 za znanstvenega svetnika tega instituta. V letih 1964–66 je bil na strokovnem izpopolnjevanju v Physics Department, University of North Carolina, Chapel Hill. N. C., ZDA, kjer je delal na teoriji elektronske prevodnosti molekulskih kristalov.
Za izrednega profesorja za fiziko trdnih snovi na katedri za fiziko matematično-fizikalnega oddelka Fakultete za naravoslovje in tehnologijo v Ljubljani je bil izvoljen leta 1966, za rednega pa 1971. Na univerzi je predaval od 1961 do upokojitve 1993. V letih 1971–72 in 1973–75 je bil predstojnik odseka za fiziko na oddelku za matematiko in fiziko. V šolskem letu 1972–73 je odšel v Laboratoire de Spectrométrie Physique, Université I de Grenoble v francoskem Grenoblu, kjer je eno leto raziskoval Hollov pojav in neelastično relaksacijo ledu.
Izredni član SAZU je postal 7. februarja 1969, redni član pa 25. marca 1976. Poleg tega je bil tudi predsednik Področne raziskovalne skupnosti za matematično-fizikalne vede in član predsedstva Raziskovalne skupnosti Slovenije v letih 1975–78. Gosar je tudi član The Scientific Research Society Sigma Xi pri European Physical Society in Društva matematikov, fizikov in astronomov Slovenije, 1970/71 je bil njegov predsednik. V letih 1980–82 je bil tudi predsednik znanstvenega sveta Instituta Jožef Stefan.

## Nagrade in priznanja
- Kidričeva nagrada (1964)
- zaslužni član Instituta Jožef Stefan (1979)
- red dela z zlatim vencem (1980)
- zaslužni znanstvenik Instituta Jožef Stefan (1994)
- častni član Društva matematikov, fizikov in astronomov Slovenije (1994)
- nagrada Republike Slovenije za znanstvenoraziskovalno delo (1994)
- zaslužni profesor Univerze v Ljubljani (1994)